# 二和村
二和村（ふたわむら）は、かつて新潟県三島郡にあった村。

## 沿革
- 1956年（昭和31年）9月30日 - 三島郡宮本村、大積村が合併して、二和村が発足。
- 1960年（昭和35年）
  - 1月20日 - 長岡市の一部を編入。
  - 9月1日 - 長岡市に編入され消滅。

## 学校
- 二和村立宮本中学校
- 二和村立大積中学校
- 二和村立宮本小学校
- 二和村立大積小学校
  - 千本分校
  - 三島谷分校